# Lucien Herr
Pour les articles homonymes, voir Herr.
Lucien Herr, né le 17 janvier 1864 à Altkirch (Haut-Rhin) et mort le 18 mai 1926 à Paris, est un bibliothécaire et intellectuel français.
Bibliothécaire de l'École normale supérieure de 1888 à 1926, il fut un pionnier du socialisme.

## Biographie
À vingt ans, il entre à l’École normale supérieure. Il est reçu à l'agrégation de philosophie en 1886.
Dès la fin de ses études, il pose sa candidature au poste de bibliothécaire de l'École normale, fonctions qu'il occupe de 1888 jusqu'à la fin de sa vie. Cette fonction emblématique dans l’établissement cadre bien avec cet homme qui passait pour avoir tout lu, tout retenu et connaissait sur chaque question, en chaque langue, le dernier ouvrage paru. Il la mit aussi à profit pour défendre ses idées socialistes et les droits de l'homme, notamment auprès des nombreux élèves dont il guidait les recherches dans la bibliothèque.
Polyglotte, il maîtrise cinq langues étrangères : l'allemand, l'anglais, le russe, l'italien et l'espagnol.
À son contact, plusieurs générations de dirigeants socialistes découvrirent les grands auteurs du socialisme : « Herr avait lu tous les ouvrages de philosophie politique. Il connaissait Fichte, Marx et Engels aussi bien que Proudhon et les utopistes français et préparait un livre sur Hegel qu'il ne termina jamais. » « Ce fut Herr, déclarait Léon Blum, qui cristallisa toutes les tendances diffuses qui étaient en moi, et c'est à lui que je dois d'avoir opéré une “réorientation profonde” de ma conception individualiste et anarchique du Socialisme ».
L’historien américain Joe Colton brosse un portrait de Lucien Herr : « Bibliothécaire de l’École normale de 1888 à 1926, Herr fut non seulement le conseiller et le guide de plusieurs générations d'étudiants mais il en convertit un grand nombre au socialisme. (Comme certains d'entre eux occupèrent des postes universitaires importants ou jouèrent de grands rôles sur la scène politique, on le considérait comme l'éminence grise de la IIIe République.) Ce fut Herr qui entraîna Jaurès en lui montrant que le socialisme était l'aboutissement logique de ses convictions républicaines. Il eut moins de succès avec Édouard Herriot. Grand érudit, Herr avait une personnalité exceptionnelle à laquelle Blum rend hommage lorsqu'il écrit ses souvenirs sur l'affaire Dreyfus. Pendant plus de trente ans encore, il est le père spirituel, le prosélyte et le guide des meilleurs esprits de l'université, le confident et le directeur de conscience d'innombrables hommes qui occupèrent des postes élevés dans la vie publique. »

### Un intellectuel engagé

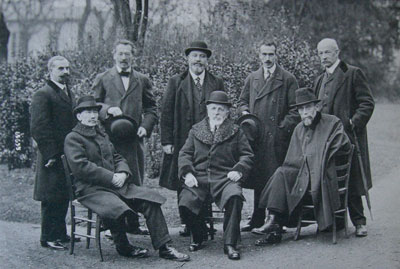
L'administration de l'École normale supérieure en 1920. Lucien Herr se tient debout à droite.

Pacifiste, il était aussi un spécialiste de la culture germanique. Il sera très déçu du déclenchement du conflit en 1914.
Vers 1889, il rejoint le « parti possibiliste », la Fédération des travailleurs socialistes de Jean Allemane, séduit par son action de la défense de la République (face au général Boulanger notamment) et sa revendication de la grève générale. Il adhère ensuite au Parti ouvrier socialiste révolutionnaire. C'est lui qui aurait « converti » Jean Jaurès au socialisme.
Lors de l’affaire Dreyfus, Herr réplique à Maurice Barrès dans La Revue blanche du 15 février 1898, et revendique sa qualité de « déraciné » (sa famille choisit de rester française après l'annexion de 1871) et organise la rencontre des intellectuels dreyfusards (Zola, Clemenceau, Jaurès, Lazare, Scheurer-Kestner et Péguy). Il lance une pétition en faveur du capitaine et devient un des fondateurs de la Ligue des droits de l'homme, à laquelle il restera fidèle jusqu'à sa mort.
Il est cofondateur en 1904 du quotidien L'Humanité, dont il trouve le titre, et favorise par son intense travail militant au sein du « Groupe de l’unité socialiste » qui aboutit en avril 1905 au Congrès du Globe et à la création de la SFIO. Au Congrès de Tours en 1920, il contribue à la rédaction du discours de Léon Blum, meurtri par la division d'un mouvement qu'il avait fortement contribué à unir.
En 1911, il épouse Jeanne Cuénod, une Suissesse de vingt ans sa cadette. Ils ont trois enfants : Jacques en 1913, Madeleine en 1916 et Michel en 1919 – ces deux derniers intègrent d'ailleurs également l'ENS en 1938 pour Michel et 1939 pour Madeleine.
Après la Première Guerre mondiale, il contribue à renouer les relations intellectuelles avec les Allemands et, dès 1920, reçoit pour mission de négocier à Berlin le réapprovisionnement des bibliothèques de France.
En 1916, il prend la direction du Musée pédagogique, l'ancêtre de l'INRP. Il y reste jusqu'à sa mort en 1926.
Il est enterré dans le cimetière de Grosrouvre (78). Paul Étard lui succède peu après comme bibliothécaire de l'École normale supérieure.
L’Académie française lui décerne le prix Langlois en 1924 pour la traduction de la Correspondance entre Schiller et Goethe (1794-1805).
Atteint d'un cancer de l'intestin, il meurt à Paris le 18 mai 1926. Ses obsèques ont lieu à Grosrouvre où il est enterré, le 20 mai 1926, en présence notamment de Léon Blum, Marcel Déat et Pierre Renaudel 
Paul Étard (1884-1962) lui succède comme bibliothécaire de l'École normale supérieure.
En 1927, on baptise de son nom la place Lucien-Herr, proche de l'E.N.S., dans le 5e arrondissement de Paris.